# 太平洋雙鋸魚
太平洋雙鋸魚（學名：Amphiprion pacificus）是輻鰭魚綱鱸形目雀鯛科雙鋸魚屬的其中一種，分布於太平洋瓦利斯島、東加、斐濟和美屬薩摩亞海域，深度4至10公尺，體呈卵圓形且側扁，身體呈粉棕色、深棕色，通常在身體下側逐漸變成黃色或橙色，沿著背脊線從口鼻部中線一直到尾鰭基部的白色條紋，魚鰭呈白色至半透明，背鰭硬棘9枚、背鰭軟條18-20枚、臀鰭硬棘2枚、臀鰭軟條12-13枚，體長可達4.8公分，棲息在潟湖及外海礁石區，與海葵形成共生互利關係，並且不受宿主帶刺觸手的影響，為雌雄同體，具有嚴格的階級劃分，雌魚最大，繁殖中的雄魚第二大，並且隨著等級下降，雄魚非繁殖者逐漸變小，如果唯一的繁殖雌性死亡，繁殖的雄魚將變成雌魚，而最大的非繁殖者將成為繁殖的雄魚，以浮游生物為食，可做為觀賞魚。

## 相似種

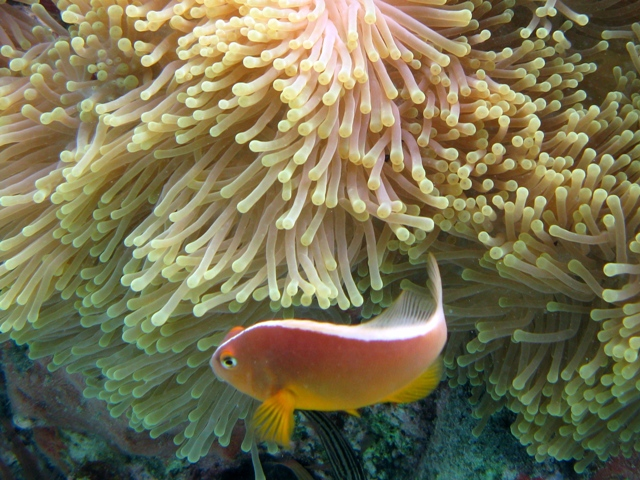
白背雙鋸魚(Amphiprion sandaracinos)
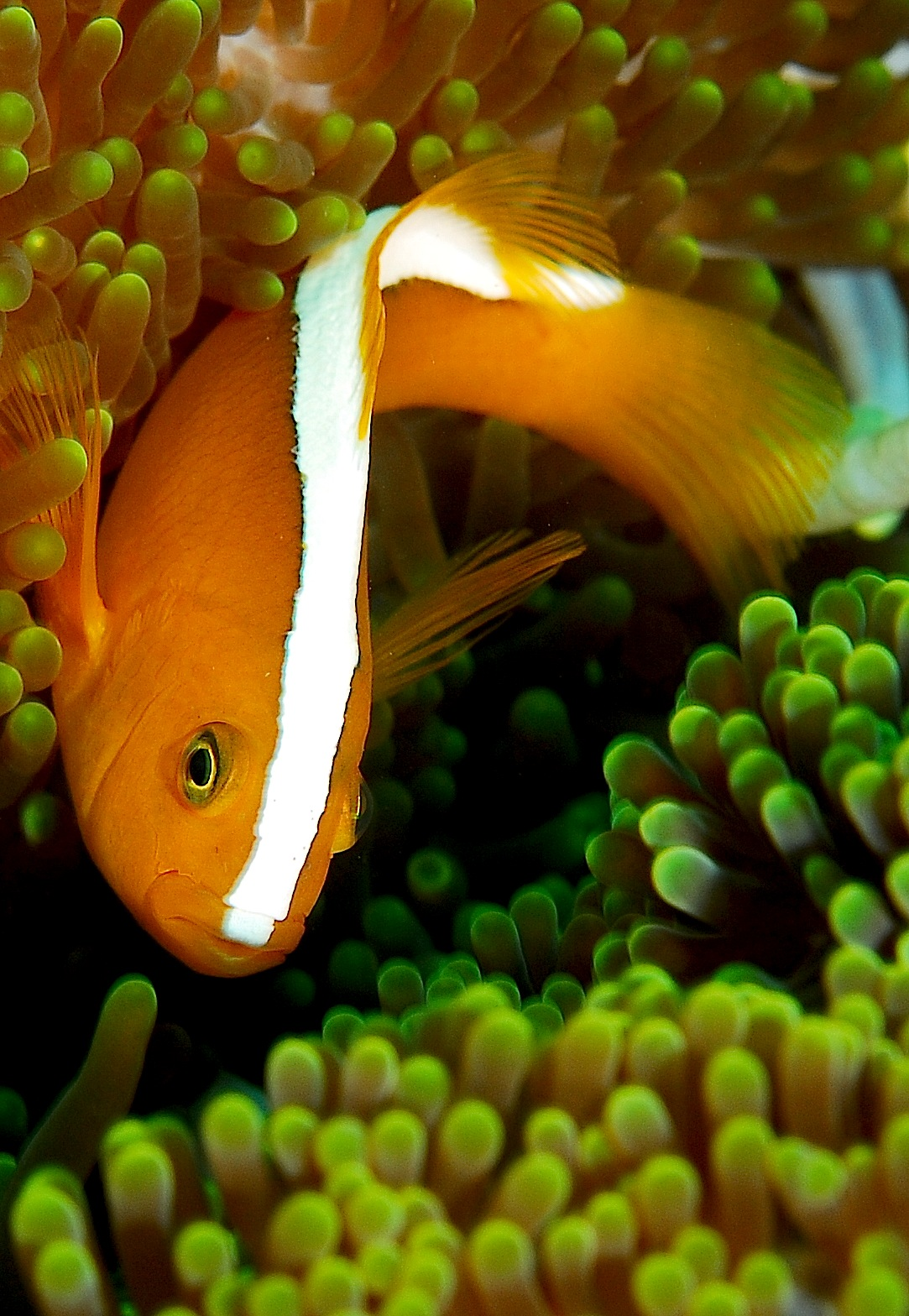
白背雙鋸魚(Amphiprion sandaracinos)